# Дом № 5 по улице Болеслава Пруса
Жилой дом по ул. Пруса, 5 (пол. Wrocław ul. Prusa 5, ul. Świętokrzyska 57) — пятиэтажный 51-квартирный жилой дом в стиле модерна, расположенный во Вроцлаве на перекрёстке улицы Болеслава Пруса и Свентокшиской. Первый этаж занят магазинами и офисными помещениями. Шестой этаж — технический, имеется подвал.
Здание построено в 1902 году по проекту немецкого архитектора Вильгельма Халлера. Строение в плане представляет собой полуовал, главный фасад выходит на перекрёсток. Внесено в список памятников архитектуры Вроцлава 21 февраля 1972 года (номер в реестре 284)
Последняя реставрация была проведена в 2005—2006 году в рамках показательной программы реконструкции города Вроцлава, в ходе которой восстановлена полностью роспись фасадов и уникальные кованные ограждения балконов, лестницы и заменены все коммуникации. Продолжительность реставрации — 5 месяцев. Автор проекта реставрации — архитектор Томаш Мычковски (Tomasz Myczkowski). Стоимость реставрации столетнего здания — 3,5 млн польских злотых.